# Stockholmski krvavi ples
Stockholmski krvavi ples (švedsko Stockholms blodbad, dansko Det Stockholmske Blodbad) je bil sodni proces, ki je privedel do vrste usmrtitev v Stockholmu med 7. in 9. novembrom 1520. Sojenje se je začelo takoj po kronanju Kristijana II. za novega švedskega kralja. Kralj je po pomoru postal znan kot Kristijan Tiran.
Kristijan je  po kronanju na slovesnost v svoj grad povabil številno švedsko plemstvo. Zahteva nadškofa Gustava Trolleja, da Švedi  povrnejo škodo, na primer zaradi uničenja trdnjave  Almarestäket,  je nazadnje privedla do vprašanja ali so Sten Sture mlajši in njegovi pristaši krivi za herezijo. Na procesu po kanonskem pravu so skoraj sto ljudi obsodili na smrt in jih v naslednjih nekaj dneh usmrtili.  Med usmrčenimi je bilo veliko aristokratov, ki so v preteklih nekaj letih podpirali Sturejeve stranko za osamosvojitev Švedske.

## Ozadje

### Politične stranke na Švedskem
Stockholmski krvavi ples  je bil posledica spora med švedskimi unionisti, ki so zagovarjali Kalmarsko unijo na čelu z Dansko, in njihovimi nasprotniki, ki so zagovarjali švedsko neodvisnost. Zagovorniki neodvisnosti so bili v sporu tudi z dansko aristokracijo, ki je bila sicer nasprotnica danskega kralja. Na čelu antiunionistov je bil Sten Sture mlajši, na čeu unionostov pa nadškof Gustav Trolle.

### Vojaško posredovanje kralja Kristijana
Kralj Kristijan, ki je že sprejel nekaj ukrepov za politično osamitev Švedske, je vojaško posredoval na prošnjo dadškofa Trolla, obleganega v njegovi trdnjavi Säket. Ko so Sture in njegovi kmečki vojaki pri Vedili porazili Kristijanovo vojsko, se je moral kralj vrniti na Dansko. Drugi poskus ponovne vzpostavitve oblasti na Švedskem se je končal s Sturejevo zmago pri Brännkyrki. Tretji poskus, za katerega je Kristijan zbral veliko vojsko francoskih, nemških in škotskih najemnikov, je bil uspešen. 
Sture je bil v bitki pri Bogesundu 19. januarja 1520 smrtno ranjen. Danska vojska je po zmagi brez odpora prodirala proti Uppasli, kjer se je že zbral Švedski parlament (Riksdag). Senatorji so sklenili, da so poklonijo Kristijanu pod pogojem, da bo razglasil popolno amnestijo za pretekla dejanja in zagotovil, da bo na Švedskem  vladal v skladu s švedskimi zakoni in običaji. Njihove pogoje sta 31. marca sprejela in potrdila kralj in danski Državni svet. Sturejeva vdova, gospa Kristina, se je v Stockholmu še upirala s pomočjo kmetov iz osrednje Švedske in 19. marca v Balundsåsu porazila Dance. Na Veliki petek 6. aprila 1520 je bila njena vojska v bitki pri Uppsali dokončno poražena.
Maja je v Stockholm priplulo dansko ladjevje. Sledil je napad na mesto s kopnega in morja. Kristina se je upirala še štiri mesece in na začetku jeseni se je vojna sreča začela obračati na njeno stran. Branilci Stockholma so dobili veliko pošiljko hrane in bili relativno dobro razpoloženi. 
Kristijan je spoznal, da njegove zaloge kopnijo in da bo skrajno težko oblegal celo zimo. Oblegancem je preko škofa Mattiasa, Hemminga Gadha in drugih Švedov iz visokega plemstva poslal predlog za umik pod pogoji, ki so bili za Švede zelo ugodni.  Na srečanju predstavnikov sprtih strani je oblegancem prisegel, da bo pozabil vsa dejanja, uperjena proti njemu, in pomilostil več oseb, med katerimi je bil tudi Gustava Vasa. Gospa Kristina naj bi dobila v fevd Hörningsholm in ves Mörkön in Tavestehus na Finskem. Ko so vse to zapisali na papir, je župan predal mestne ključe. Kristijan je  slavnostno vkorakal v prestolnico in kmalu zatem odplul na Dansko. Oktobra je je vrnil na kronanje.

## Pokol
4. novembra je nadškof Gustav Trolle v stolnici Storkyrkan Kristijana mazilil, kralj pa se je ponovno zaobljubil, da bo vladal samo preko na Švedskem rojenih Švedov. Po kronanju je priredil banket, ki je trajal naslednje tri dni.
7. novembra se je začel krvavi ples. Krajj je zvečer povabil mnogo švedskih vodij na zasebno konferenco v svoji palači. Ko se je  8. novembra zvečer stemnilo, so v konferenčno dvorano prišli danski vojaki in odpeljali več visokih udeležencev.  Kasneje zvečer so  aretirali še več udeležencev. Imena aretiranih je na seznamu prisotnih označil nadškof Trolle.
Naslednji dan, 9. novembra, je senat, ki mu je predsedoval nadškof Trolle, vse osumljence obsodil na smrt zaradi herezije. Glavna točka obtožnice je bila, da so se pred nekaj leti združili, da bi odstavili nadškofa Trolleja. Številni obtoženci so bili  vodilni možje Sturejeve stranke in zato potencialni nasprotniki danskega kralja. Opoldne sta bila antiunionistična škofa Skare in Strängnäsa odpeljana ne glavni trg in obglavljena. Za njima je bilo obglavljenih ali obešenih še štirinajst plemičev, trije župani, štirinajst mestnih svetnikov in okoli dvajset meščanov.
Usmrtitve so se nadaljevale še cel naslednji dan (10. november). Po podatkih glavnega rablja Jörgena Homutha je bilo usmrčenih 82 ljudi. Govorilo se je, da se je Kristijan znesel tudi nad truplom Stena Stureja mlajšega.  Njegovo truplo in truplo njegovega otroka so izkopali in sežgali. Sturejevo vdovo Kristino in več drugih plemkinj so odpeljali v ječo na Dansko.

## Posledice
Kristijan je švedskemu ljudstvu pokol upravičeval kot ukrep, s katerim naj bi se izognili papeževemu interdiktu, ko se je papežu opravičeval zaradi obglavljenja škofov, pa je dejanje opisal kot nedopustno maščevanje svojih vojakov.
Če je bil namen usmrtitev prestrašiti protiunionistično stranko, je bil popolnoma kontraproduktiven. Gustav Vasa, sin usmrčenega Erika Johanssona, ni nasedel kraljevim prisegam in se banketa ni udeležel. Ko je izvedel za pokol, je odpotoval proti severu v provinco Dalarna in iskal podporo za nov upor. Prebivalstvo, obveščeno o tem, kaj se je zgodilo, je stopilo na njegovo stran. V švedski osvobodilni vojni je njegova vojska na koncu premagala Kristijanove sile. Pokol je bil torej katalizator, ki je Švedsko trajno ločil od Danske.

## Kasnejše dojemanje in propaganda
Stockholmski krvavi ples je povzročil dolgotrajno sovraštvo Švedov do Dancev. Po tem dogodku sta bila oba naroda skoraj neprestano sovražna drug do drugega. Sovražnosti so se razvile v boj za nadoblast v Skandinaviji in severni Nemčiji in trajale  skoraj tristo let. Spomin na krvavi ples je Švedom služil za predstavljanje samih sebe kot po krivici oškodovano stranko tudi potem, ko so prevzeli politično in vojaško vodstvo in leta 1658 osvojili in priključili Skanijo.

### Kristijan TiraninKristijan Dobri
Kristijan II. je po pokolu dobil vzdevek Kristijan Tiran, po katerem je znan še danes.  Na Švedskem so še vedno napačno prepričani, da je Kristijan na Danskem dobil vzdevek Kristijan Dobri (Christian den Gode).
Danski zgodovinarji trdijo, da Kristijan II. ni dobil nobenega vzdevka.